# Třetí list Janův

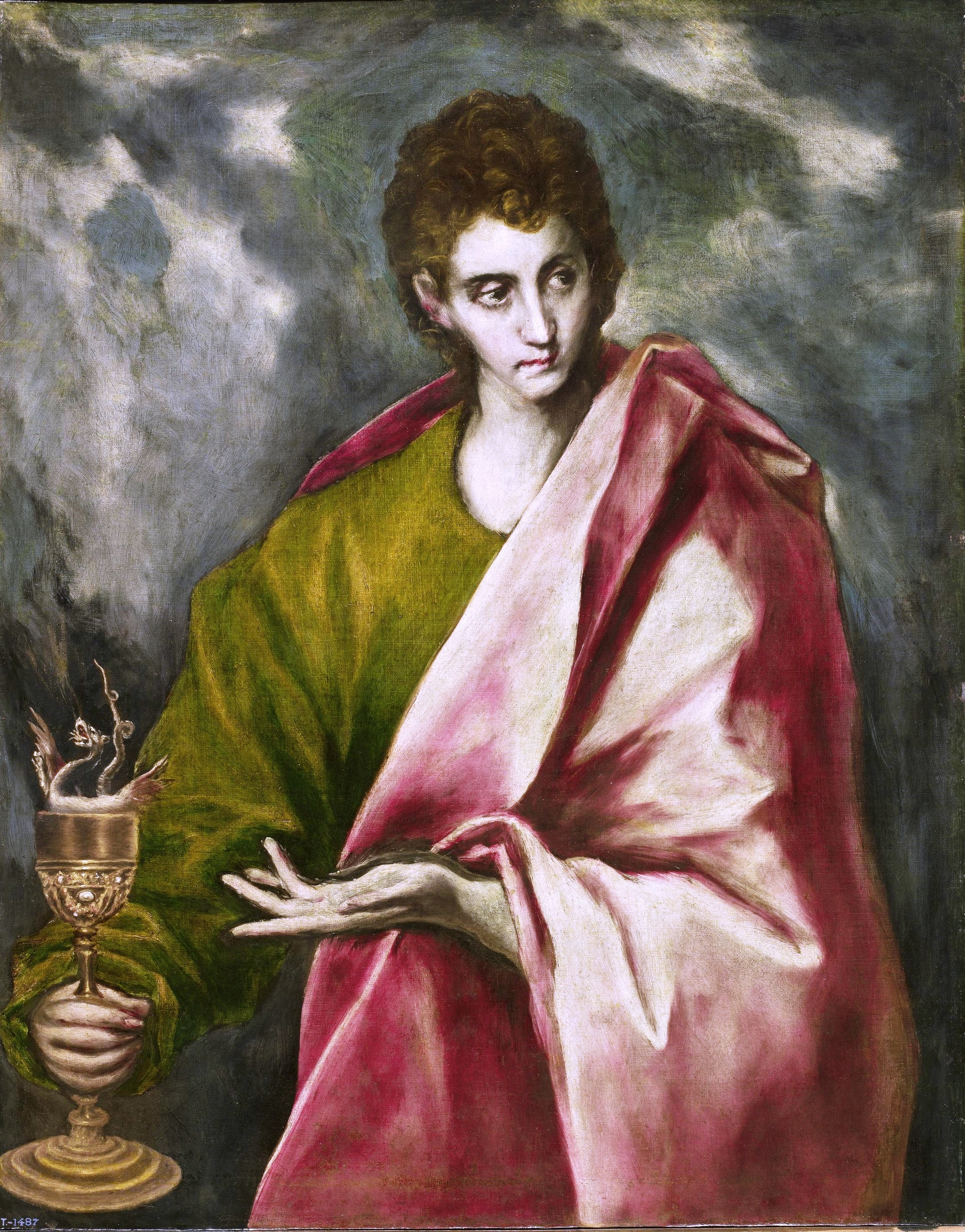
El Greco: Jan evangelista

Třetí list Janův (zkratka 3J) je jeden z tzv. obecných či katolických listů (epištol) a (spolu s 2J) nejkratší kniha Nového zákona, tradičně připisovaná apoštolu Janovi. Byl napsán řecky patrně stejným autorem jako 1J a 2J, a to někdy mezi léty 80 a 130.
Třetí list Janův je stručný osobní dopis, v němž pisatel doporučuje adresátovi Demétria a varuje před Diotrefem. Autor se označuje jako presbyteros, tj. starší nebo v pozdější církevní terminologii kněz, a Janovo jméno se v textu nikde nevyskytuje, styl a obsah však v mnohém připomíná čtvrté Evangelium podle Jana, takže tradice i někteří současní autoři je pokládají za dílo téhož člověka. List je adresován Gaiovi, což může být jedna ze tří osob tohoto jména, kteří se v Novém zákoně zmiňují (viz Sk 19,29; Ř 16,23; Sk 20,4). List je dobře doložen a citují jej už kolem roku 200 Origenés a Tertullian jako kánonický, Zlomek Muratoriho však uvádí jen dva Janovy listy.

## Citáty
| „      | Nemám větší radost, než když slyším, že moje děti žijí v pravdě. | “ |
| — 3J 4 |                                                                  |   |